# Sicya lewisi
Sicya lewisi là một loài bướm đêm trong họ Geometridae.